# Dawn Dunlap
Dawn Dunlap (* 17. Mai 1963 in Austin, Texas) ist ein ehemaliges US-amerikanisches Fotomodell und eine Schauspielerin.
Dunlap wurde von dem Fotografen und Regisseur David Hamilton Ende der 1970er Jahre entdeckt. Sie entsprach seiner Vorstellung von jungen, zerbrechlichen, hellhäutigen und stupsnasigen Mädchen und wurde eines seiner Fotomodelle. Besondere Bekanntheit erreichte sie 1979 als Hauptdarstellerin in Hamiltons zweitem Kinofilm Die Geschichte der Laura M, in der sie als Sechzehnjährige sehr freizügig agierte. Zwischen 1982 und 1985 spielte sie in vier weiteren Filmen, darunter in einer Nebenrolle in Ron Howards Komödie Nightshift – Das Leichenhaus flippt völlig aus und in einer erneut freizügigen Rolle als eine der Hauptdarstellerinnen in Héctor Oliveras Abenteuerfilm Barbarian Queen. Ab 1985 zog sich Dawn Dunlap aus der Öffentlichkeit zurück.

## Filmografie
- 1979: Die Geschichte der Laura M (Laura, les ombres de l'été)
- 1981: Durchgebrannt aus Liebe (Liar's Moon)
- 1982: Nightshift – Das Leichenhaus flippt völlig aus (Night Shift)
- 1982: Mutant – Das Grauen im All (Forbidden World)
- 1983: Wie die Wilden (Heartbreaker)
- 1985: Barbarian Queen